# RTB House
RTB Houseは、世界中で主要なeコマース企業に、高度なマーケティングテクノロジーを提供するグローバル企業である。
リアルタイムビディング（RTB）方式での広告在庫調達を用いたリターゲティング配信にあたって、RTB Houseは自社ソリューションを開発している。独自の広告エンジンのロジックでは従来型の機械学習を一切使わず、AI研究の最先端分野である深層学習型のアルゴリズムのみで構成されている。
同社は、ヨーロッパ・中東・アフリカ、アジア太平洋、アメリカ地域のおよそ70の市場において、主にニューヨーク、ロンドン、東京、シンガポール、サンパウロ、ソウル、モスクワ、イスタンブール、ドバイ、ワルシャワに拠点を置く1,600を超える顧客のために、キャンペーンを提供している。

## 歴史
RTB Houseは、2012年にロベルト・ディチコフスキー、バルトワミー・ロマンスキー、ダニエル・スルマッチ、パヴェル・ホダチェクらにより、自らの財源を創業資金として創設された。
2012年、RTB Houseは、ウェブユーザーのグループを特定し、そのオンライン消費行動を分析し、最終的には高度に個人化された広告メッセージをユーザーに表示するマーケティングテクノロジーソリューションを作り出した。このサービスは大成功を収め、数か月のうちにチームは急速に成長するテクノロジー企業へと変貌を遂げ、世界的に規模を拡大してきた。
2013年、RTB Houseは、西ヨーロッパ、中央ヨーロッパ、東ヨーロッパにおいて、初期のキャンペーンを開始した。 
ヨーロッパ市場で強固な立ち位置を獲得した後、2015年10月、RTB Houseは、同社の将来的な国際活動において、アジア太平洋地域が主要な拡大方向の一つであるとし、国際事業をインドネシア、マレーシア、タイおよび台湾の広告主に拡大することを決めた。
2016年、RTB Houseは、シンガポール、ラテンアメリカ地域のブラジル、アルゼンチン、チリ、メキシコ、また中東で活動を開始した。
2017年、RTB Houseは、そのキャンペーンの100％が、現在最も成功が期待されるAI関連の研究分野の一つ、ディープラーニングにより動かされていると公表した。このモデルは、人間の脳内のニューロンにヒントを得た数学関数を用いる。同社はまた、オーストラリア、ニュージーランド、インド、および中国に進出し、アジア太平洋地域における新市場での存在感を示した。
2018年、RTB Houseは、アメリカ合衆国、および日本における体制づくりを開始した。
2019年、同社はソウルに韓国最初のオフィスを開設し、アジア太平洋地域において拡大を続けた。
何年にもわたり、RTB Houseはその収益を（外部からの融資なく）前年比100％で成長させ、2017年度末には5,760万ドルの収益を達成した。同社のチームは世界中から集められた500名を超えるスペシャリスト達からなり、その規模は今なお拡大している。
2019年、国際的プライベートエクイティ企業Cinven社は、RTB Houseへ出資する契約を締結したと発表した。出資によりCinven社は、RTB Houseの最先端技術の今後の開発と、国際的なベストプラクティスに沿った同社の事業成長をサポートする。

## 技術力
RTB Houseは、世界において数少ない、RTBモデルにおけるオンラインアドバイイングの独自の技術を、100％ディープラーニングアルゴリズムに基づき開発し、導入した企業である。
自己学習アルゴリズムは、RTB Houseのコアテクノロジーの、4つの主要な領域に導入された。
- ユーザー価値の推測の精度を改善するため、顧客転換率および転換価値へ導入

- バナーに表示すべきオファーをより正確に選択するため、レコメンデーションメカニズムへ導入

- ユーザーがバナーをどの程度クリックするかの推測の精度を改善するため、クリック率へ導入

この技術により、同社は、リターゲティングキャンペーンの全体的性能を、同技術を使用しない場合と比べ、50％向上させることができる。
RTB Houseのディープラーニング手法に関する概念および実績は、2017年にアンカレッジで開催されたIJCNN（ニューラルネットワーク国際合同会議）、サンフランシスコで開催された第31回AAAI（アメリカ人工知能学会）、およびニューヨークで開催された第33回ICML（機械学習の国際会議）において発表された。

## 受賞歴
2018年、RTB Houseは、ディープラーニングをすべてのアルゴリズムに取り入れ、広告主の投資に対しより高い利益を実現したことで、ビジネス・インテリジェンス・グループによる ビッグ・イノベーション・アワード 2018を受賞した。
同社はさらに、パフォーマンス・マーケティング・アワード 2018の、ベスト・パフォーマンス・マーケティング技術部門賞、自動化・AIの最大限活用部門賞、産業の革新者部門賞の3部門で最終選考に残った。
2018年、RTB Houseは、ヨーロッパで2013年から2016年の間に最も力強い収益成長率を収めた企業として、フィナンシャル・タイムズ 1000社ランキング: 欧州急成長企業ランキング 2018において、最も急速に成長するヨーロッパ企業1000社のうち46位についている。
2018年、RTB Houseは、AIconicsアワード2018のセールス・マーケティング部門にて、AIベストアプリケーション賞を受賞。ディープラーニング・ベストイノベーション賞の最終選考にも残った。
2018年、RTB Houseは、Retail WeekのTech. AWARDSにて、AIパイオニア賞の最終選考に残った。
2019年、RTB Houseはフィナンシャル・タイムズ1000社：欧州急成長企業ランキング 2019 のテクノロジー企業部門において24位に選出され、昨年に引き続き選出されるという快挙を成し遂げた。

## RTB House イノベーションラボ
独自の広告入札エンジンのベース要素を100%ディープラーニング型に移行後、RTB Houseは2018年5月にAIマーケティングラボ、2019年2月にはクリエイティブラボの二つの新しい研究開発ラボを開設した。 同社のメインR&D部門とは別に、この二つの新しいラボは連携を取りつつ、それぞれの専門開発を進めている。AIマーケティングラボは主にマーケティングテクノロジー系の新ソリューションの研究に集中しており、クリエイティブラボはそれら新ソリューションの配信クリエイティブでの実施にフォーカスしている。